# Odostomia dealbata
Odostomia dealbata är en snäckart som först beskrevs av William Stimpson 1851.  Odostomia dealbata ingår i släktet Odostomia och familjen Pyramidellidae. Inga underarter finns listade i Catalogue of Life.